# مارشال بيل
مارشال بيل (بالإنجليزية: Marshall Bell)‏ مواليد 28 سبتمبر 1942 في تلسا، أوكلاهوما، الولايات المتحدة، هو ممثل أمريكي بدأ مسيرته الفنية سنة 1984.

## الأعمال
- التؤام
- بيردي
- لا مفر
- توتال ريكول
- ديك تريسي
- قتلة بالفطرة
- كابوتي
- فجر الإنقاذ
- نانسي درو
- يوميات روم
- حلقة بلينج

## وصلات خارجية
- مارشال بيل على موقع IMDb (الإنجليزية)
- مارشال بيل على موقع أول موفي (الإنجليزية)
- مارشال بيل على موقع قاعدة بيانات الأفلام السويدية (السويدية)
- مارشال بيل على موقع قاعدة بيانات الفيلم (الإنجليزية)
- مارشال بيل على موقع كينوبويسك (الروسية)
- الموقع الرسمي